# Anno 2070
Anno 2070 — компьютерная игра в жанре градостроительного и экономического симулятора с элементами стратегии в реальном времени, разработанная студиями Related Designs и Blue Byte Software и изданная Ubisoft. Релиз игры состоялся 17 ноября 2011 года.

## Игровой процесс
Действия игры происходят в 2070 году. Anno 2070 — симулятор управленца, которому нужно планировать застройку огромных городов со своей запутанной инфраструктурой и производством, планомерно увеличивать их народонаселение, прислушиваться к потребностям населения и вести торговлю / войну с соседями.
Относится это и к правителям, выстраивающим свои империи, — им придётся уживаться с экологическими и климатическими проблемами, так как по мере возведения городов мир Anno 2070 будет меняться и по-своему ревниво реагировать на всё, что игрок сделает с немногочисленными клочками суши, пригодными для жизни.
Помимо одиночной кампании в игре присутствуют «бесконечный» режим игры, суть которого сводится к сотворению максимально большой цивилизации, и многопользовательский режим со множеством «инновационных» идей.

### Кампания
Кампании познакомят игрока с миром Anno 2070 и его предысторией — в них рассказывается, что произошло в мире за последние несколько десятилетий. Игрока отсылают к Объекту 13 — строящейся гидроэлектростанции, которая должна обеспечить весь регион энергией. Помимо этого, весь регион — важнейший для Глобал Траст центр добычи угля и нефти. Стройкой руководит доверенное лицо Глобал Траст — Тор Стриндберг. Однако некоторые инженеры опасаются ввода ГЭС в эксплуатацию, так как это может вызвать опасность разрушения. Проигнорировав предупреждения, Стриндберг вводит в действие станцию, но нагрузка слишком велика и ГЭС разрушается, затопив весь регион. В это время к месту катастрофы прибывает Руфус Торн — член совета директоров Глобал Траст. После того, как выжившие были спасены, Торн отстраняет Стриндберга от работы и передаёт его обязанности главному герою. В этот момент происходит авария на нефтяной вышке, которая вызывает разлив нефти в море. Однако последствия удается ликвидировать с помощью технологий Эдем Инишиэйтив. После ликвидации последствия аварии на вышке фиксируется странный сигнал, непонятный из-за помех. Помехи рассеиваются и главный герой узнаёт о отправителе. Это профессор НАУК Салман Дэви. Он нашёл в районе Объекта 13 остатки прототипа Ковчега под названием «Мегера». Глобал Траст и Эдем Инишиэйтив нужны технологии с «Мегеры». Главный герой и Салман Дэви на подводной лодке находят «Мегеру» и её бортжурнал. Но он оказывается зашифрованным. Чтобы расшифровать бортжурнал главный герой с Дэви отправляются в столицу Н.А.У.К — Я.Д.Р.О.

### Режим непрерывной игры
Непрерывная игра — это основной режим в Anno 2070. В остальных режимах приключения рано или поздно заканчиваются, но при непрерывной игре можно развлекаться до бесконечности. Кроме того, предлагается несколько готовых сценариев, в которых можно пройти различные испытания и привести сюжет к счастливому завершению. В стартовом меню режима непрерывной игры можно выбрать один из шаблонов.

### Фракции
- Глобал Траст — могущественный промышленный синдикат, крупнейший в мире работодатель и поставщик энергии. За счёт практически неограниченного капитала и монополии на энергию корпорация «Глобал Траст» получила контроль над крупными месторождениями важных ресурсов. Лидер — Скайлер Бэйнс.
- Эдем Инишиэйтив — экологическая организация, которую одни критикуют, а другие превозносят за прогрессивные взгляды. «Эдем Инишиэйтив» борется за сохранение немногочисленных оставшихся экосистем и выступает за аккуратное использование глубоководных ресурсов. Она обеспечивает бесперебойную поставку альтернативных видов энергии и продолжает разработку экологически чистых «зелёных технологий». Основатель — Шеймус Грин.
- Научная академия усовершенствований и конструирования — элитное объединение выдающихся учёных считает себя единственным светочем прогресса. Учитывая их успехи за последние годы, с этим трудно спорить. «Глобал Траст» и «Эдем Инишиэйтив» прекрасно это понимают и настойчиво пытаются добиться расположения НАУК. Лидер — F.A.T.H.E.R. (О.Т.Е.Ц), супер-интеллектуальный ИИ.

## Расширение
В октябре 2012 года было выпущено расширение Deep Ocean к игре, в котором добавлен новый уровень цивилизации техножителей, добавлены новые кампании, ресурсы и продукты, введён новый источник энергии — геотермальная станция и добавлено новое экологическое бедствие — цунами.

## Разработка
В игре используется защита от копирования Solidshield Tages SAS с ограничением активации на трёх компьютерах, вызвавшем некоторую критику.

## Отзывы критиков
| Сводный рейтинг       | Сводный рейтинг |
| Агрегатор             | Оценка          |
| --------------------- | --------------- |
| GameRankings          | 84,77 %         |
| Metacritic            | 83/100          |
| Иноязычные издания    |                 |
| Издание               | Оценка          |
| Destructoid           | 9,0/10          |
| GameSpot              | 8,5/10          |
| IGN                   | 8,5/10          |
| Русскоязычные издания |                 |
| Издание               | Оценка          |
| PlayGround.ru         | 8,5/10          |

На агрегаторе рецензий Metacritic Anno 2070 получила преимущественно положительные отзывы игровых ресурсов.